# Luiza Saidiyeva
Luiza Saidiyeva, född 17 mars 1994, är en kazakisk bågskytt. Hon deltog vid olympiska sommarspelen 2016.